# 4:44
«4:44» es el primer sencillo del artista de hip hop estadounidense Jay-Z de su decimotercer álbum de estudio del mismo nombre. Fue escrito por Jay-Z y su productor No I.D.
La canción contiene una muestra de "Late Nights and Heartbreak", escrita por Kanan Keeney, quien se acredita como escritor, e interpretada por Hannah Williams y The Affirmations, junto con una interpolación no acreditada de "(At Your Best) You Are Love" por The Isley Brothers.
Tras el lanzamiento del álbum, la canción se aupó a las listas de Bélgica, Canadá, Francia, Reino Unido y Estados Unidos. Recibió nominaciones para Canción del año y Mejor Interpretación de rap en la 60.ª edición de los Premios Grammy
Fue certificado disco de platino en Estados Unidos por la RIAA. En Reino Unido fue certificado disco de plata por la BPI.

## Posicionamiento en listas
| Lista (2017)                           | Máxima posición |
| -------------------------------------- | --------------- |
| Bélgica (Flandes) (Ultratop 50)        | 84              |
| Canadá (Canadian Hot 100)              | 69              |
| Francia (SNEP)                         | 84              |
| Reino Unido (UK Singles Chart)         | 73              |
| Reino Unido (UK R&B Chart)             | 18              |
| Estados Unidos (Billboard Hot 100)     | 35              |
| Estados Unidos (Hot R&B/Hip-Hop Songs) | 15              |

## Premios
| Premio         | Fecha de ceremonia  | Categoría                   | Resultado |
| -------------- | ------------------- | --------------------------- | --------- |
| Grammy Premios | 28 de enero de 2018 | Canción del Año             | Nominado  |
| Grammy Premios | 28 de enero de 2018 | Mejor interpretación de Rap | Nominado  |

## Personal
- Kim Burrell - voces adicionales
- James Fauntleroy - producción vocal de Kim Burrell
- Gimel "Young Guru" Keaton - grabación
- Jimmy Douglass - mezcla
- Dave Kutch - masterización